# رضا رئیسی
رضا رئیسی عضو تیم ملی قایقرانی جوانان و بزرگسالان ایران در دوره‌های نهم و دوازدهم مسابقات قهرمانی آسیا بود.
او همچنین در بازی‌های آسیایی قطر ۲۰۰۶ مدال نقره را در کایاک دونفره مسافت ۱۰۰۰ متر کسب کرد.

## نهمین دوره مسابقات قهرمانی آسیا (۱۳۸۱–۲۰۰۲)دریاچه آزادیتهران-ایران
کایاک یکنفره ۱۰۰۰ متر جوانان - رضا رئیسی مدال نقره
کایاک دونفره ۱۰۰۰ متر جوانان - رضا رئیسی و رسول آسایش خورشیدی- مدال نقره
کایاک چهارنفره ۱۰۰۰ متر جوانان - رضا رئیسی، رسول آسایش خورشیدی، یاسر هدایتی و مهدی علی خان زاده- مدال طلا
کایاک دونفره ۵۰۰ متر جوانان - رضا رئیسی و رسول آسایش خورشیدی- مدال نقره

## دوازدهمین دوره مسابقات قهرمانی آسیا (۱۳۸۶–۲۰۰۷)کره جنوبی
کایاک دونفره ۱۰۰۰ متر بزرگسالان - رضا رئیسی و عباس صیادی - مدال نقره